# Riesling d'Alsace
Pour les articles homonymes, voir Riesling.
Ne doit pas être confondu avec un alsace grand cru riesling.
L'alsace riesling, est un vin blanc français produit dans le vignoble d'Alsace à partir du cépage riesling B. Il s'agit d'une dénomination de cépage au sein de l'appellation alsace.
Parmi les vins d'Alsace, c'est un vin blanc aromatique, il est donc classé parmi ceux produits à partir des « cépages nobles » alsaciens, tout comme le pinot gris, le gewurztraminer et le muscat.

## Histoire
Le riesling B est un cépage originaire de la vallée du Rhin, dans le Rheingau. Si certains auteurs[Qui ?] font remonter son origine à l'Antiquité romaine, il n'est attesté qu'à la fin du Moyen Âge. Sa culture se développe très timidement en Alsace pendant la seconde moitié du XIXe siècle car ses rendements sont le plus souvent faibles.
L'appellation d'origine « vins d'Alsace » est créée par l'ordonnance du 2 novembre 1945, puis devient appellation d'origine contrôlée par le décret du 3 octobre 1962, avant que ne soient définis des dénominations de cépage en 1971 ainsi que le cahier des charges de la production et de la commercialisation (décrets du 2 janvier 1970 et du 30 juin 1971) achevé par l'obligation de la mise en bouteille (loi du 5 juillet 1972) dans des flûtes (décret du 30 juin 1971).
Le riesling d'Alsace peut bénéficier des mentions vendanges tardives et sélection de grains nobles, qui sont encadrés par un décret en 1984.
Après la Seconde Guerre mondiale, la recherche de meilleurs cépages sur le plan de la qualité a fait baisser la part du sylvaner B et du chasselas B dans l'encépagement du vignoble d'Alsace (le sylvaner B est jusqu'aux années 1970 le cépage alsacien le plus courant), faisant même disparaître le très productif müller-thurgau B, le knipperlé B et le goldriesling B. Ils sont remplacés par des cépages plus qualitatifs : le pinot gris G, le pinot noir N, le pinot blanc B et surtout le riesling B. Ce dernier couvre 1 199 hectares en 1969 (soit 12 % du vignoble d'Alsace, toutes appellations confondues), puis 3 382 hectares en 2009 (soit 21 %). Le cahier des charges de la dénomination est celui de l'appellation alsace, dernièrement modifié en mai 2025.

### Étymologie
L'origine du mot « riesling » est germanique, dérivée de l'ancien nom du cépage qui était le Rießlingen au XVe siècle, de riesen, « couler » en allemand, car il est sensible à la coulure suivi du suffixe -ing/-ingen (domaine de / les gens de).

## Situation géographique

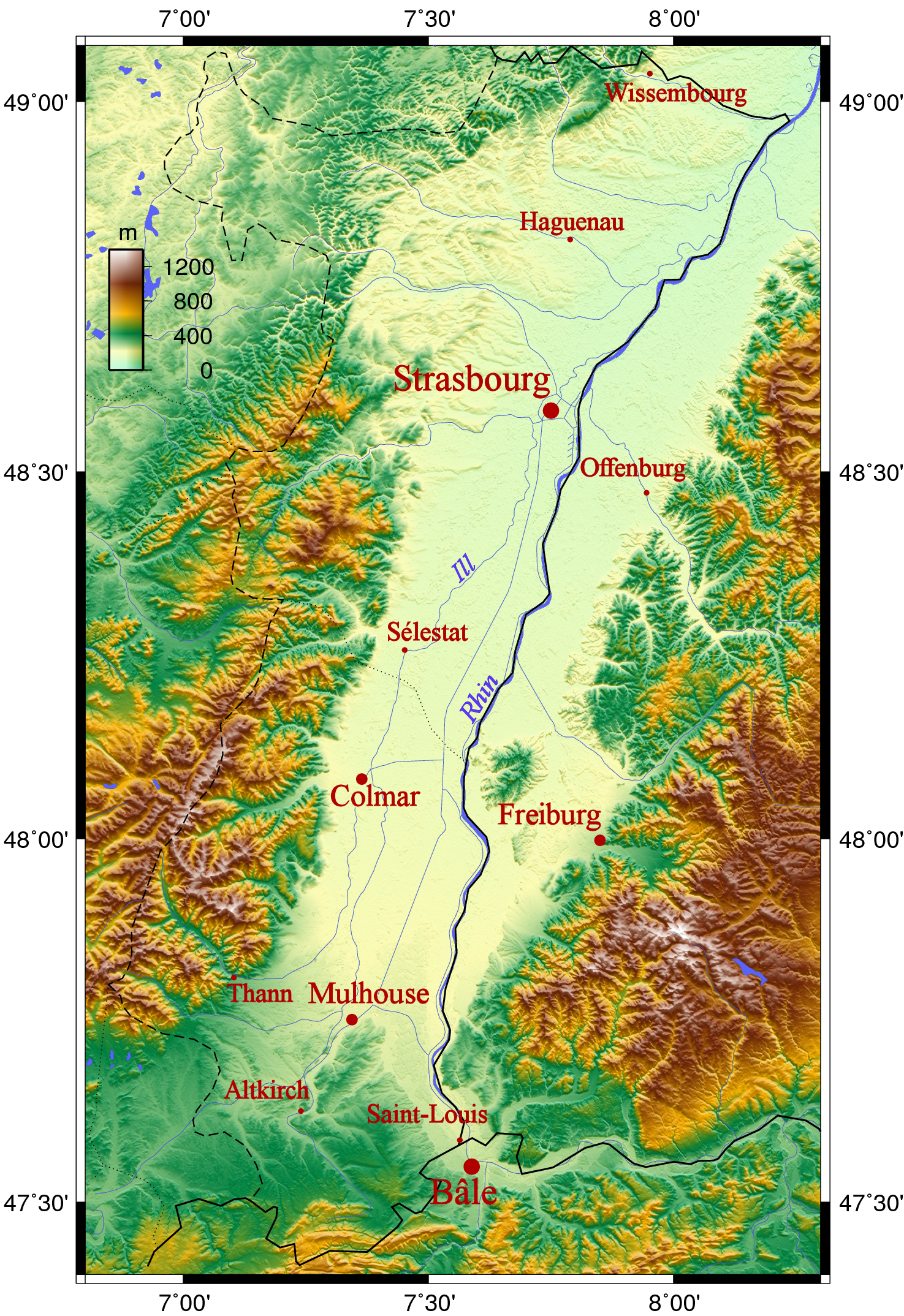
Carte du relief de l'Alsace.

Le riesling est produit sur l'ensemble du vignoble d'Alsace, de Wissembourg au nord (à la frontière avec l'Allemagne) à Thann au sud, sur 180 kilomètres de façon discontinue.

### Géologie et orographie
Une petite partie du riesling alsacien est produite sur la plaine mais la majorité des parcelles se trouvent sur les coteaux des collines sous-vosgiennes, y compris parmi les petites aires de production de l'appellation alsace grand cru.
La plaine d'Alsace occupe la partie sud du fossé rhénan, né d'un effondrement durant l'Oligocène et le Miocène (-33 à -5 millions d'années).
Elle est composée d'une épaisse couche d'alluvions déposées par le Rhin (limons et graviers), c'est une zone beaucoup plus fertile que les coteaux, avec une importante nappe phréatique à moins de cinq mètres de profondeur.
Généralement, le haut des pentes des collines sous-vosgiennes est constitué des roches anciennes, plutoniques et métamorphiques tels que du granite, du gneiss ou de l'ardoise. Les parcelles de vignes y sont très pentues.
Le bas des coteaux est formé des couches de calcaires ou de marne recouvertes par du lœss, où le relief est moins accentué.

### Climatologie
À l'ouest, les Vosges protègent du vent et de la pluie la région de production des vins d'Alsace. Les vents d'ouest dominants perdent leur humidité sur le versant occidental des Vosges et parviennent sous forme de foehn, secs et chauds, dans la plaine d'Alsace. La quantité moyenne de précipitations est la plus faible de tous les vignobles français.
De ce fait, le climat est bien plus sec (Colmar est la station la plus sèche de France) et un peu plus chaud (avec une température annuelle moyenne plus haute de 1,5 °C) que ce qui serait attendu à cette latitude. Le climat est continental et sec avec des printemps chauds, des étés secs et ensoleillés, de longs automnes et des hivers froids.
La station météo de Strasbourg (150 mètres d'altitude) se trouve à l'extrémité nord de l'aire d'appellation, mais au bord du Rhin. Ses valeurs climatiques de 1961 à 1990 sont :
| Mois                              | jan. | fév. | mars | avril | mai  | juin | jui. | août | sep. | oct. | nov. | déc. | année |
| --------------------------------- | ---- | ---- | ---- | ----- | ---- | ---- | ---- | ---- | ---- | ---- | ---- | ---- | ----- |
| Température minimale moyenne (°C) | −1,7 | −0,9 | 1,6  | 4,6   | 8,6  | 11,7 | 13,4 | 13,1 | 10,3 | 6,5  | 2,1  | −0,7 | 5,7   |
| Température moyenne (°C)          | 0,9  | 2,5  | 6    | 9,6   | 13,8 | 17   | 19,1 | 18,6 | 15,5 | 10,6 | 5,2  | 1,9  | 10,1  |
| Température maximale moyenne (°C) | 3,5  | 5,8  | 10,4 | 14,6  | 19   | 22,2 | 24,7 | 24,2 | 20,8 | 14,7 | 8,2  | 4,5  | 14,4  |
| Ensoleillement (h)                | 42   | 78   | 122  | 161   | 197  | 212  | 240  | 215  | 168  | 101  | 58   | 43   | 1 637 |
| Précipitations (mm)               | 33,1 | 34,3 | 36,6 | 48    | 74,5 | 74,6 | 56,8 | 67,8 | 55,5 | 43   | 46,6 | 39,9 | 610,5 |

La station météo de Colmar (209 mètres d'altitude) se trouve au milieu de l'aire d'appellation, mais en plaine. Ses valeurs climatiques de 1961 à 1990 sont :
| Mois                              | jan. | fév. | mars | avril | mai  | juin | jui. | août | sep. | oct. | nov. | déc. | année |
| --------------------------------- | ---- | ---- | ---- | ----- | ---- | ---- | ---- | ---- | ---- | ---- | ---- | ---- | ----- |
| Température minimale moyenne (°C) | −2,1 | −1,1 | 1,4  | 4,5   | 8,3  | 11,5 | 13,3 | 12,9 | 10,2 | 6,3  | 1,8  | −1   | 5,5   |
| Température moyenne (°C)          | 0,9  | 2,6  | 6,1  | 9,7   | 13,8 | 17,1 | 19,3 | 18,8 | 15,8 | 10,9 | 5,3  | 1,9  | 10,2  |
| Température maximale moyenne (°C) | 3,8  | 6,3  | 10,8 | 15    | 19,3 | 22,7 | 25,3 | 24,7 | 21,5 | 15,5 | 8,7  | 4,8  | 14,9  |
| Ensoleillement (h)                | 53   | 83   | 128  | 165   | 200  | 223  | 246  | 222  | 176  | 117  | 68   | 52   | 1 724 |
| Précipitations (mm)               | 35,5 | 32,2 | 37,7 | 46,7  | 67   | 67,2 | 59,3 | 63,3 | 46,7 | 37,9 | 47,7 | 40,2 | 581,4 |

La station météo de l'aéroport Bâle-Mulhouse (267 mètres d'altitude) se trouve à l'extrémité sud de l'aire d'appellation, encore une fois en plaine. Ses valeurs climatiques de 1961 à 1990 sont :
| Mois                              | jan. | fév. | mars | avril | mai  | juin | jui. | août | sep. | oct. | nov. | déc. | année |
| --------------------------------- | ---- | ---- | ---- | ----- | ---- | ---- | ---- | ---- | ---- | ---- | ---- | ---- | ----- |
| Température minimale moyenne (°C) | −2,2 | −1,1 | 1,4  | 4,3   | 8,3  | 11,5 | 13,5 | 13,2 | 10,6 | 6,7  | 1,9  | −1,1 | 5,6   |
| Température moyenne (°C)          | 0,8  | 2,5  | 5,9  | 9,4   | 13,5 | 16,9 | 19,2 | 18,7 | 15,7 | 11,1 | 5,3  | 1,8  | 10,1  |
| Température maximale moyenne (°C) | 3,8  | 6,2  | 10,3 | 14,4  | 18,8 | 22,2 | 24,8 | 24,1 | 20,9 | 15,4 | 8,8  | 4,8  | 14,6  |
| Ensoleillement (h)                | 65   | 86   | 124  | 164   | 197  | 218  | 250  | 222  | 175  | 126  | 80   | 61   | 1 768 |
| Précipitations (mm)               | 53,9 | 50,5 | 49,5 | 58,5  | 76,3 | 73,6 | 62,9 | 79,9 | 54,7 | 49,2 | 58,1 | 54,5 | 721,7 |

## Vignoble

### Présentation

Carte de l'aire d'appellation et localisation des grands crus.

La dénomination riesling peut être produite sur l'ensemble des communes du vignoble d'Alsace faisant partie de l'aire de production de l'appellation alsace, soit sur 119 communes.
L'aire plantée en riesling B dans l'appellation alsace est de 3 376 hectares en 2009, ce qui correspond par rapport à l'ensemble du vignoble à 28 % : il s'agit du premier cépage du vignoble d'Alsace, devant le gewurztraminer Rs (24 % du vignoble de l'appellation) et le pinot gris G (20 %).

### Encépagement

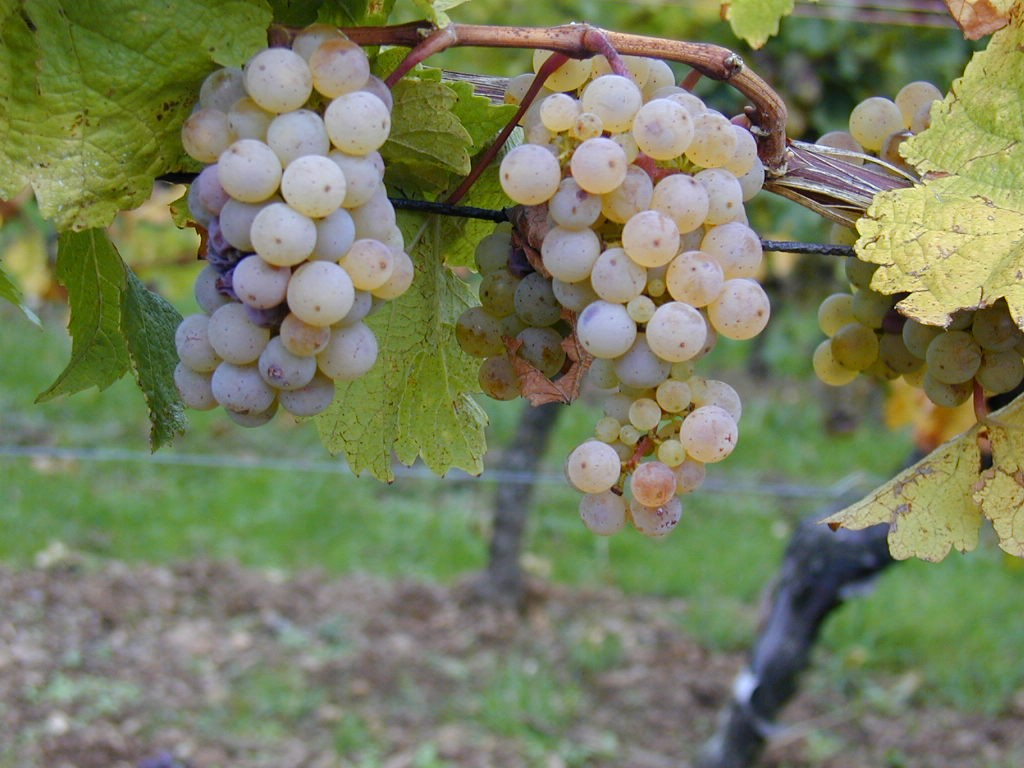
Grappes de riesling B.

Le riesling d'Alsace doit être obligatoirement fait en mono-cépage à partir du riesling B. Il s'agit d'un cépage au débourrement et à la maturation tardives, nécessitant des coteaux bien exposés au soleil, et dont les vendanges peuvent avoir lieu vers la mi-octobre. Par contre il résiste bien aux gelées d'hiver.
Il donne de meilleurs résultats sur des sols d'arènes granitiques ou schisteux.
À noter que le riesling est admis en cépage accessoire dans l'appellation moselle, en Lorraine.

### Rendements
En 2009, les rendements autorisés étaient de 80 hectolitres par hectare, sans plafond limite de classement.
Si on calcule le rendement réel, on arrive à une moyenne de 73 hectolitres par hectare pour l'année 2009, soit un rendement largement supérieur à la moyenne française (tous vins confondus) pour la même année (qui était de 58 hectolitres par hectare).

## Vins
La production de riesling au sein de l'appellation alsace est de 204 581 hectolitres en 2019, ce qui fait sur un total de 1 028 705 hectolitres de vin en appellation alsace une part de 20 %.

### Vinification et élevage
Le jour de la vendange, à l'arrivée au chai, le raisin est foulé et pressé pour séparer le moût du marc de raisin. Pour ce travail, les pressoirs pneumatiques remplacent progressivement les pressoirs horizontaux à plateau. Puis le moût est mis en cuve pour le débourbage, qui est le soutirage du jus sans les bourbes, soit par filtrage, soit par décantation en attendant qu'elles se déposent au fond de la cuve.
La fermentation alcoolique débute sous l'action de levures indigènes ou de levures sélectionnées introduites lors du levurage : cette opération transforme le sucre du raisin en alcool. La maîtrise de la température de fermentation par un système de réfrigération permet d'exprimer le potentiel aromatique du produit.
La fermentation achevée au bout d'un mois, le vin est soutiré afin d'éliminer les lies. La fermentation malolactique n'est généralement pas réalisée, bloquée par un sulfitage pour conserver son acidité au vin. Ce dernier peut être stocké en cuve pour le préparer à l'embouteillage ou élevé en barrique ou foudres de bois de chêne.
Le vin est soutiré, puis généralement de nouveau filtré avant le conditionnement en bouteilles, dès février ou mars.

### Vendanges tardives et sélection de grains nobles
Les vendanges tardives désignent des vins faits à partir de raisins dont la récolte a été retardée pour les obtenir en surmaturité, d'où des vins riches en sucre et en alcool, aux goûts plus puissants et souvent moelleux. Selon la législation, le moût doit avoir au moins 220 grammes de sucre par litre dans le cas d'un riesling (soit 13,1 % vol. d'alcool potentiel) ; aucune chaptalisation n'est permise.
Quant à une sélection de grains nobles, il s'agit d'un vin fait à partir de raisins récoltés par tris sélectifs successifs des grains atteints de pourriture noble (Botrytis cinerea), ce qui donne des vins encore plus concentrés, plus sucrés, liquoreux. Selon la législation, le moût doit avoir au moins 256 grammes de sucre par litre si c'est du riesling (soit 15,2 % vol. d'alcool potentiel). Là aussi aucune chaptalisation n'est permise,.

### Gastronomie

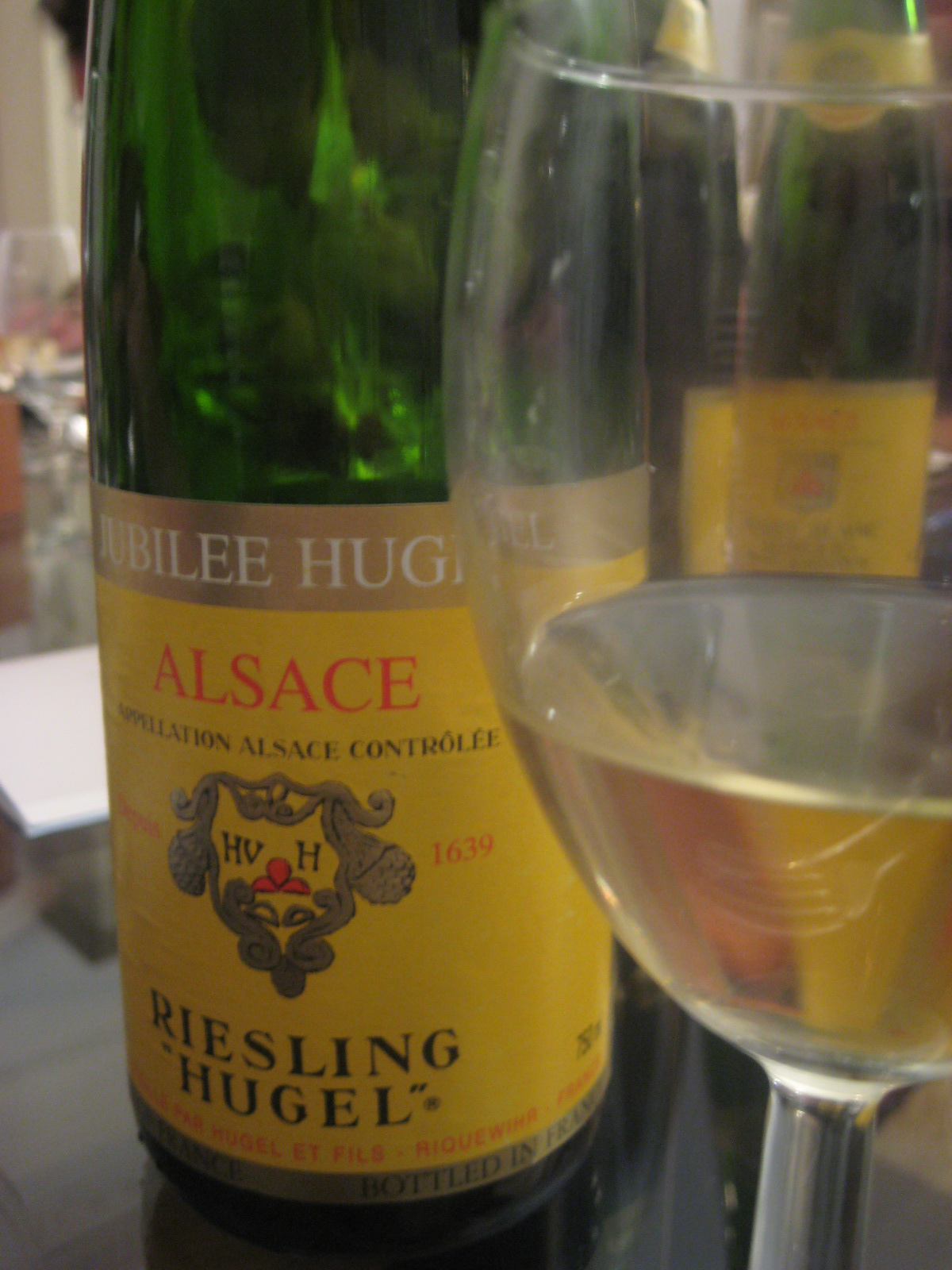
Bouteille et verre de riesling.

Le riesling d'Alsace est un vin blanc à la robe très claire, avec un nez et une bouche au fruité marqué, évoquant les agrumes ou parfois la pomme verte. Si c'est une sélection de grains nobles, la pourriture noble va donner un vin beaucoup plus riche en sucre et en alcool, mais sans surcharger le vin grâce à l'acidité habituelle du riesling.
Le critique Robert Parker décrit le riesling ainsi : « Excellent cépage blanc, c'est indéniable, le riesling produit en Alsace des styles de vin très différents de ceux d'Allemagne. Les Alsaciens préfèrent le riesling sec et beaucoup plus corsé que les Allemands. Il semble d'ailleurs que ces derniers apprécient ce type de vin, puisqu'ils sont les plus gros acheteurs de rieslings alsaciens. En Alsace, ces vins sont floraux, offrant parallèlement un goût de pétrole presque impossible à définir : un goût de terre et de silex, presque minéral, très différent du caractère dominé par l'ardoise et l'acier des rieslings allemands de Moselle. Moins floraux que leurs homologues d'outre-Rhin et davantage marqués par l'ananas, le miel et le zeste d'orange, les rieslings d'Alsace sont moyennement corsés et peuvent vieillir en beauté. Potentiel de garde : 3 à 15 ans. Cuvées vendanges tardives : 5 à 25 ans. »
Le riesling alsacien s'accorde classiquement avec la cuisine alsacienne.

## Économie

### Type de bouteilles

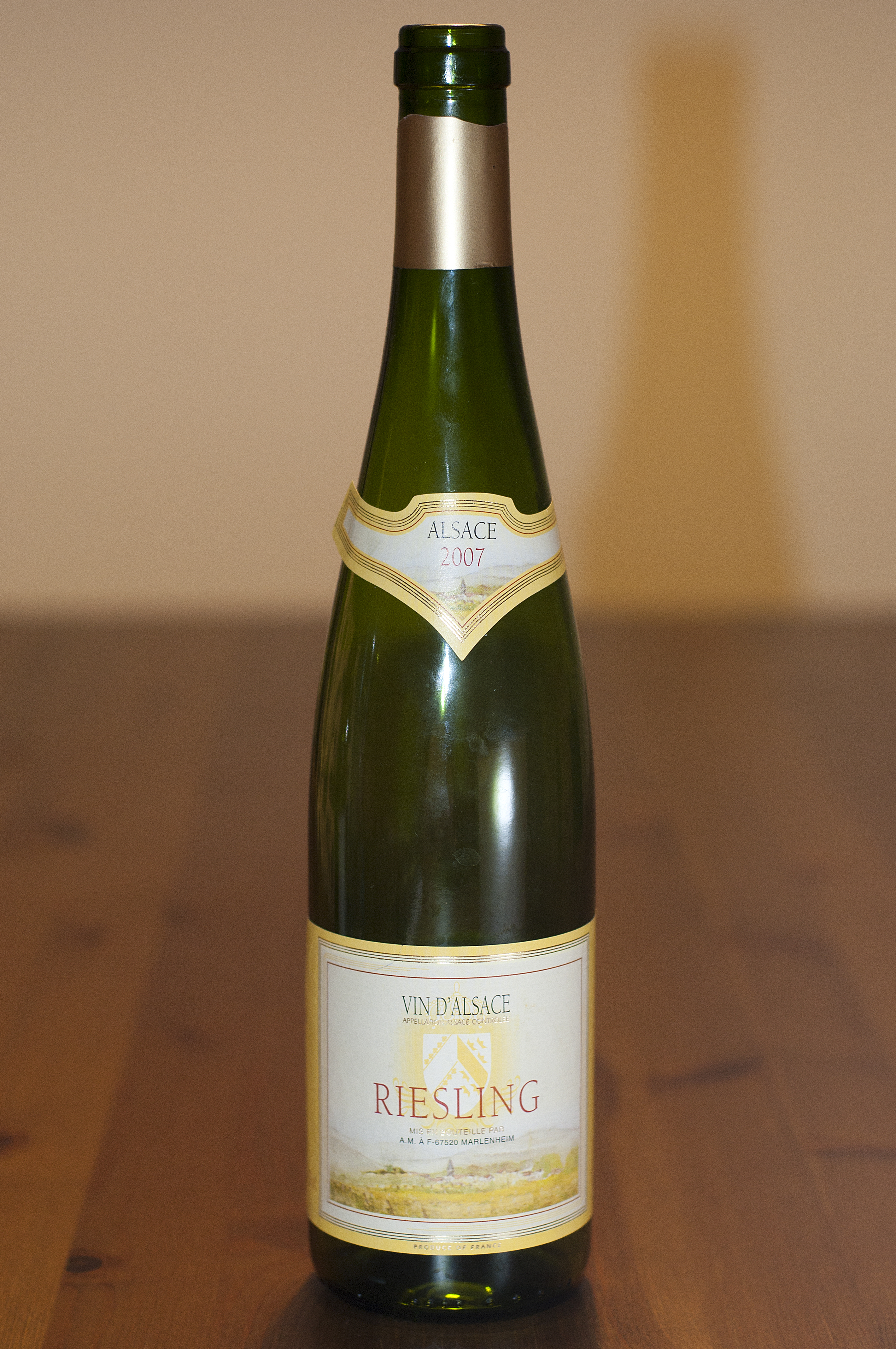
Flûte de riesling d'Alsace.

Les vins d'Alsace doivent être mis en bouteille uniquement dans des flûtes, bouteilles du type « vin du Rhin » de 75 centilitres, réglementées par des décrets.

### Liste de producteurs
De très nombreux viticulteurs et négociants alsaciens proposent du riesling, le plus souvent parmi leur haut-de-gamme.

## Culture

### Utilisation au cinéma
Le  riesling d'Alsace peut être vu dans le film La Main au collet, à la vingt-sixième minute, au cours du repas partagé par Georges Robert (Cary Grant) avec son invité H.H. Hughson (John Williams), servi frais sortant d'un seau à glace et accompagnant une quiche lorraine.